# Borovac (Medveđa)
Borovac (Medveđa) (em cirílico: Боровац) é uma vila da Sérvia localizada no município de Medveđa, pertencente ao distrito de Jablanica, na região de Goljak. A sua população era de 48 habitantes segundo o censo de 2011.

## Demografia
| 1948 | 1953 | 1961 | 1971 | 1981 | 1991 | 2002 | 2011 |
| ---- | ---- | ---- | ---- | ---- | ---- | ---- | ---- |
| 400  | 403  | 330  | 224  | 156  | 114  | 59   | 48   |